# Staatliches Institut für Theater und Kinematographie Jerewan

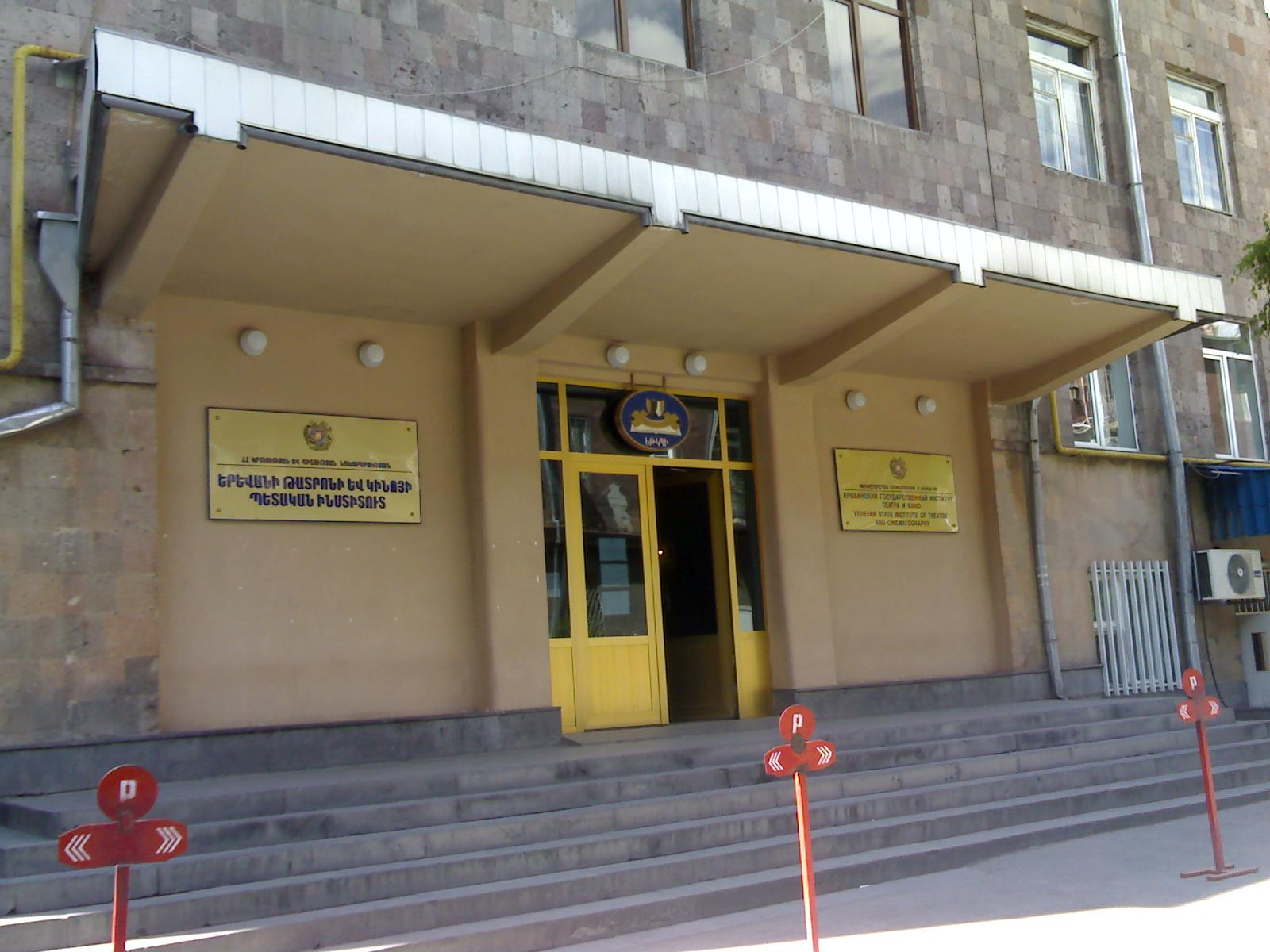
Eingang zum Institut (2012)

Das Staatliche Institut für Theater und Kinematographie Jerewan (YSITC) (armenisch Երևանի թատրոնի և կինոյի պետական ինստիտուտ; englisch Yerevan State Institute of Theatre & Cinematography) ist ein staatliches Institut für Theater- und Filmkunst in Jerewan, der Hauptstadt von Armenien.

## Geschichte
Das Institut wurde 1944 als Institut für Theaterkunst gegründet, 1952 in Institut für Theater und Bildende Kunst und 1994 in Staatliches Institut für Theaterkunst Jerewan umbenannt. Seit 1999 trägt es den heutigen Namen.

## Fakultäten
Das Institut verfügt (Stand 2019) über drei Fakultäten:
- Fakultät für Theater
- Fakultät für Kino, Fernsehen und Animation
- Fakultät für Kunstgeschichte, Kunsttheorie und Kunstmanagement